# Proxima Centauri b

Veranderingen in de radiële snelheid van Proxima Centauri duiden op de aanwezigheid van de planeet

Proxima Centauri b (ook bekend als Proxima b) is een exoplaneet in het sterrenbeeld Centaur op 4,2 lichtjaren van de aarde.
De planeet draait in een baan om de rode dwergster Proxima Centauri, de ster die zich het dichtst bij het zonnestelsel bevindt. De massa van de planeet is minimaal 1,3 keer de massa van de aarde.

## Leven
Over de mogelijkheid van leven op planeten als Proxima b in de zin van een stabiele atmosfeer en vloeibaar water wordt nog druk gedebatteerd. De meeste algemene bezwaren tegen levensvatbaarheid zijn de synchrone rotatie, de krachtige magneetvelden van de moederster, krachtige zonnevlammen en grote hoeveelheden ultraviolette straling en röntgenstraling.
De planeet draait in 11,2 dagen om Proxima Centauri en bevindt zich in de bewoonbare zone – dat betekent dat het mogelijk is dat er vloeibaar water aanwezig is op het oppervlak van de planeet.
Synchrone rotatie sluit geen stabiele atmosfeer uit, door globale atmosferische circulatie en warmtedistributie.
De gemiddelde globale magnetische flux van Proxima is 600±150 G, hetgeen vrij hoog is in vergelijking met onze zon (1 G). Studies hebben echter aangetoond dat de magnetische velden van planeten met synchrone rotatie groot genoeg kunnen zijn om de planeet te beschermen tegen het magnetisch veld en de zonnevlammen van de moederster. Door zijn geringe afstand tot Proxima, krijgt Proxima b een flux van röntgenstraling die 400 maal hoger is dan op aarde.
De planeet is in het eerste kwartaal van 2016 ontdekt met telescopen van de Europese Zuidelijke Sterrenwacht in Chili. De ontdekking werd officieel bekendgemaakt op 24 augustus 2016.
In maart 2017 werden waarnemingen gedaan door de Atacama Large Millimeter Array (ALMA) in het noorden van Chili, waaruit bleek dat een krachtige steruitbarsting had plaatsgevonden. Hierbij werd Proxima Centauri in tien seconden duizend maal krachtiger. De hele uitbarsting duurde twee minuten.